# Kannushi

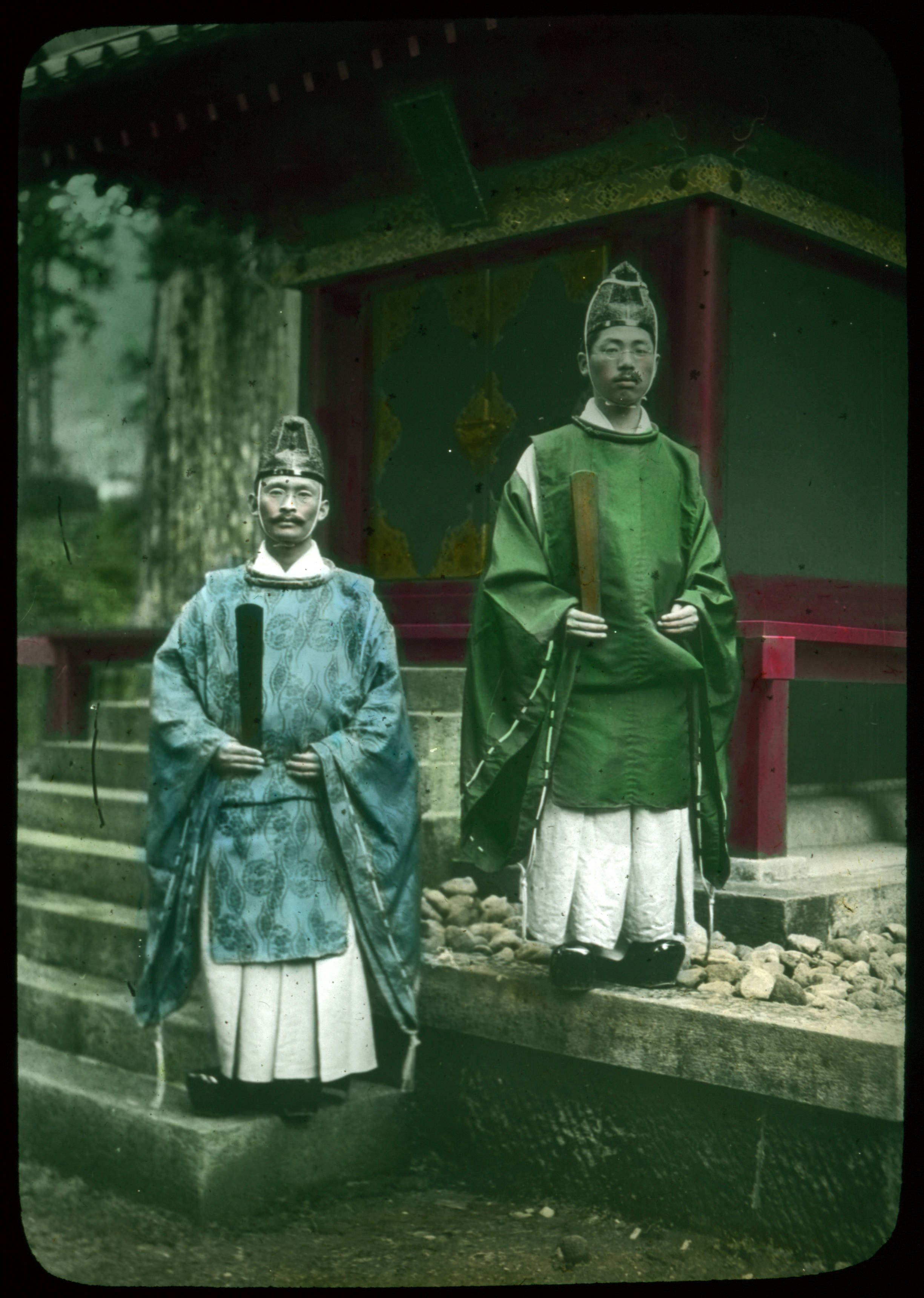
Una parella de Kannushi (1910)

Els Kannushi (神主, en català "hoste de Déu"), també anomenats Jinshu (神主) o Shinshoku (神職, en català "empleat o sirvent de Déu"), és la persona responsable del manteniment dels jinja o santuaris xintoistes així com de l'adoració i els oficis religiosos als kami o divinitats xintoistes. El Kannushi és l'intermediari entre els kami (divinitats) i els essers humans. Els Kannushi són assistits en les seues tasques religioses per les miko i els sacerdots de menor graduació. En el sentit actual del terme, els Kannushi són l'equivalent xintoista dels sacerdots.

## Història del càrrec

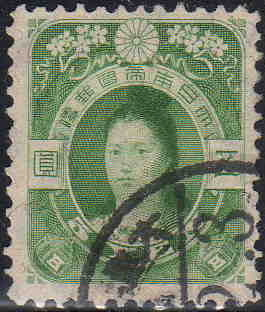
L'Emperadriu Jingû exercí com a Kannushi

Originàriament, els Kannushi eren els intermediaris i missatgers dels Kami, podent transmetre la voluntat de les divinitats als essers humans comuns. El Kannushi era un home capaç de fer miracles o un home sant qui, gràcies a la seua pràctica dels ritus purificadors, era capaç de treballas com a mèdium per als Kami. Més tard, el terme va evolucionar i es va convertir en un sinònim del Shinshoku, qui és un home que treballa a un santuari i organitza i dirigeix les cerimònies religioses.
A l'antiguitat, a causa de la superposició i, de vegades, barreja confusa entre el poder polític i religiós dins d'un clan, era el cap d'aquest clan qui dirigia als membres del mateix durant els serveis i funcions religioses, tot i que a voltes podia ser un altre membre d'alt rang. Més tard, aquest paper va evolucionar d'una forma diferenciada i més especialitzada. El terme apareix tant al kojiki (680 dC), com al Nihon Shoki (720 dC). En aquestes obres se cita com, l'Emperadriu Jingu i l'Emperador Sujin respectivament, van esdevindre Kannushi.
Des de 1665, al període Tokugawa, només els clans Yoshida i Shirakawa tenien l'autoritat per tal de nomenar nous Kannushi. Des de l'era Meiji, l'ordenació de nous Kannushi va estar totalment centralitzada i controlada per l'estat com a part de la política del xintoisme d'estat fins 1945, quan amb la nova constitució laïca l'estat deixà de controlar la religió i l'antiga estructura va passar a ser part de la nova Associació de Santuaris Xinto (神社本庁, Jinja Honchô), de caràcter privat però amb forts lligams amb el govern del Japó i la Família Imperial.

## Condició de Kannushi
Actualment i des de 1945, per tal d'esdevindre Kannushi de manera formal cal haver-hi estudiat en una universitat amb el reconeixement de l'Associació de Santuaris Xinto, les dues úniques són la Universitat Kokugakuin, a Tòquio, o la Universitat Kogakkan, a Ise; així com passar un examen de l'associació que certifique la capacitat per a exercir el càrrec. Les dones també poden exercir com a Kannushi i les viudes d'aquests poden heretar el càrrec del seu espòs al santuari. Els Kannushi es poden casar i, generalment, els seus fills hereten la seua posició al santuari on exerceix el pare. Tot i que aquesta situació on s'hereta el càrrec no està legalment regulada ni acceptada, encara actualment i a la pràctica continua i és comú.

## Celebració de ritus

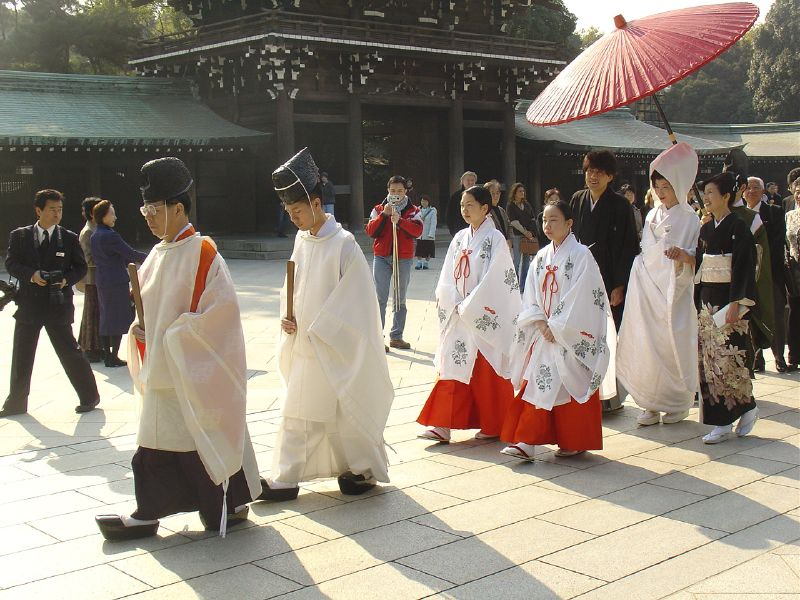
Kannushi encapçalant una comitiva de noces al Santuari Meiji.

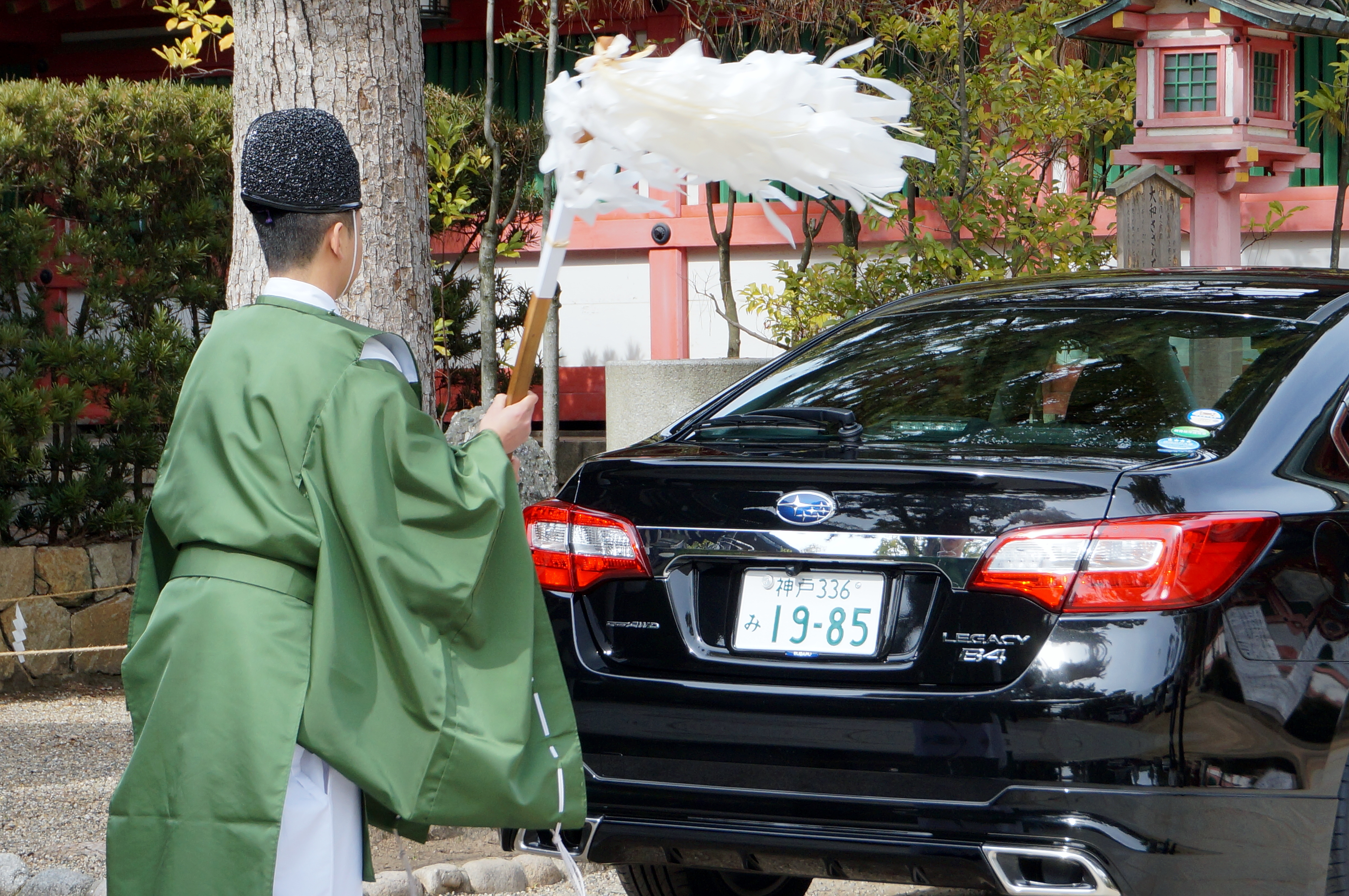
Purificació d'un automòbil

Els Kannushi oficien i dirigeixen infinitat de ritus tradicionals i típics com el Shichi-Go-San, la purificació o harae, la purificació i benedicció de bens com ara llars o automòbils o la celebració de noces d'estil xintoista. Tot i que tradicionalment els funerals els oficien el clergat budista, fins al punt de que molts japonesos creuen que aquesta és l'única forma de funeral, també es poden oficiar funerals xintoistes. En la majoria de ritus els sacerdots són acompanyats i assistits per les miko.

## Roba litúrgica

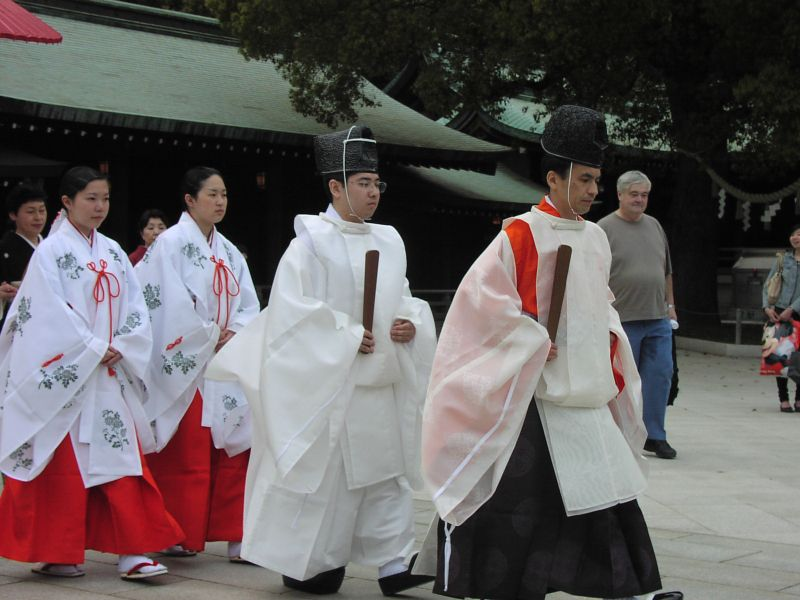
Kannushi amb el jōe, la roba més formal

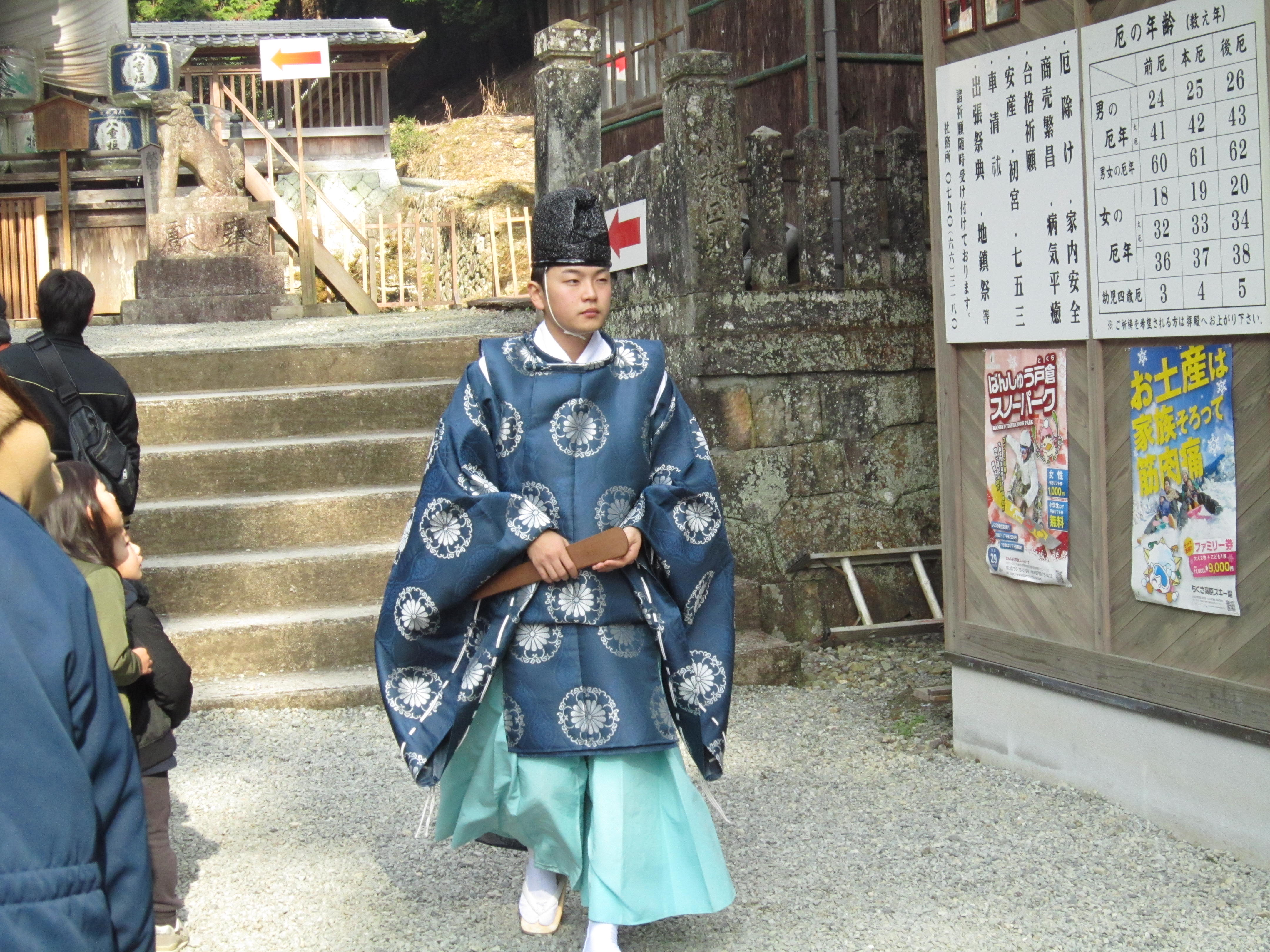
Kannushi de rang baix amb el kariginu i el shaku.

La roba del Kannushi varia segons el rang d'aquest i sol estar composta pel jōe o "roba pura" de color blanc, que porten els sacerdots de més alt rang, i el kariginu o "roba de cacera", semblant al jôe i basada en l'antiga roba noble del període Heian i de caràcter més informal per als sacerdots de rang més baix. El Kannushi du un barret anomenat tate-eboshi, generalment de color negre, més simple i informal, mentres que a les ocasions més formals, els Kannushi duen el kanmuri, menys usual. La falda pantaló o hakama pot ser blanca o d'un color determinat, que indica el rang del sacerdot: el porpra per als sacerdots de més alt rang o gūji o de color blau clar pels negi o assistensts de gūji i rangs més baixos; el hakama també pot ser de color negre. En quant al calçat, els Kannushi fan servir dins del santuari els tradicionals tabi o calcentins blancs japonesos, mentres que si el Kannushi ha d'eixir del santuari per a alguna cerimònia formal, durà unes sabates especials negres fetes d'un bloc de fusta de paulownia lacada anomenades asagutsu (浅沓); els sacerdots de rang inferior o vestits amb la roba informal, fan servir els zōri o xancletes de fusta i separador blanc. A la mà, el Kannushi porta un shaku, una mena de ceptre cerimonial plà, tot i que als ritus de purificació el Kannushi du l'ōnusa o haraegushi, el qual remena per l'aire durant els ritus.
En el fons, la roba cerimonial dels Kannushi és la mateixa, tot i que amb lleugeres variacions, que la roba dels nobles del període Heian, la qual encara es pot vore a l'Emperador i als Prínceps Imperials durant cerimònies formals.